# 日高塾
『日高塾』（ひだかじゅく）は、STVラジオで1992年4月12日から1998年9月まで放送されていたラジオ番組のシリーズ。

## 放送時間
| 期間                      | 放送時間             |
| ------------------------- | -------------------- |
| 1992年4月12日 - 1995年3月 | 日曜日 23:30 - 24:00 |
| 1995年4月 - 1998年9月     | 日曜日 22:30 - 24:00 |

## 出演者
- 日高晤郎[2]
- 石田久美子（「よねんゴクミ」まで出演・「ごねんゴクミ」以降もタイトルコールを担当。）[3]。
- MARU（「いちねんゴクミ」のみ出演）[3]
- 佐瀬典子 (さんねんゴクミ)
- 安田優子 (さんねんゴクミ)
- 奈良愛美 (さんねんゴクミ・よねんゴクミ)[4]
- 高山幸代 （「ごねんゴクミ」から出演）[5]
- 高田まゆみ (ごねんゴクミ)

## タイトル
1. 日高塾 いちねんゴクミ（1992年度）[6]
2. 日高塾 にねんゴクミ（1993年度）[7]
3. 日高塾 さんねんゴクミ （1994年度）
4. 日高塾 よねんゴクミ[8]
5. 日高塾 ごねんゴクミ（1996年度）
6. 日高塾 ろくねんゴクミ（1995年度）[9][10]（1997年度）
7. 日高塾 ブックレビュー（1998年度）[11]

## テーマ曲
ごねんゴクミ（オープニング：タイトルコール、提供）
DIAMANTES『ガンバッテヤンド』の最後の10秒間

## エピソード
- タイトルの「ゴクミ」は日高晤郎と石田久美子の名前から取られた[6]。
- 2007年以降、日高塾は語りのプロを育成する日高の私塾の名称として使われた[12][13][14]。
- 2018年12月15日の「ウイークエンドバラエティ 日高晤郎ショー フォーエバー」では1993年2月26日に収録された、矢沢永吉との対談が再放送された[15][16][17][18][19][20][21][22]。